# Малая Кисовка
Малая Кисовка (укр. Мала Кисівка), село, 
Коломакский поселковый совет,
Коломакский район,
Харьковская область.
Село Малая Кисовка присоединено к пгт Коломак в ? году.

## Географическое положение
Село Малая Кисовка примыкает к пгт Коломак.